# Зейналова, Сабза Теймур кызы
Сабза Теймур кызы Зейналова (азерб. Səbzə Teymur qızı Zeynalova; 1925, с. Оджаглы — 1972, там же) — азербайджанский советский табаковод, Герой Социалистического Труда (1950), депутат Верховного Совета Азербайджанской ССР 3—5-го созывов.

## Биография
Сабза Теймур кызы Зейналова родилась 20 марта 1925 года в селе Оджаглы (ныне — село Джалильабадского района). Семья Зейналовой рано лишилась отца, и Сабза в годы Великой Отечественной войны уже с подросткового возраста сама растила своих младших братьев и сестёр.
С 1942 по 1972 год работала колхозницей на колхозе «Большевик», бригадиром колхоза «1 Мая», председателем Сельского Совета села Андреевка. Также Зейналова была директором совхоза «1 Мая».
В 1949 году Сабза Зейналова достигла высоких результатов в области табаководства, получив урожай табака сорта «Трапезонд» в количестве 25,1 центнеров с гектара на площади в 3 гектара.
Указом Президиума Верховного Совета СССР от 17 августа 1950 года за получение высоких урожаев пшеницы и табака при выполнении колхозами обязательных поставок и контрактации по всем видам сельскохозяйственной продукции, натуроплаты за работу МТС в 1949 году и обеспеченности семенами всех культур в размере полной потребности для весеннего сева 1950 года, Зейналовой Сабзе Теймур кызы присвоено звание Героя Социалистического Труда с вручением ордена Ленина и золотой медали «Серп и Молот».
Активно участвовала в общественно-политической жизни Азербайджана. В 1962 году стала членом КПСС. Также Сабза Зейналова избиралась депутатом Верховного Совета Азербайджанской ССР 3—5-го созывов. Награждена орденом Октябрьской Революции.
Скончалась 27 июля 1972 года в родном селе Оджаглы. Сабзе Зейналовой посвящена поэма Аббасаги Азертюрка «В память о Сабзе».